# Denmark International 2025
Die Denmark International 2025 im Badminton fanden vom 8. bis zum 11. Mai 2025 in Farum unter dem vollständigen Namen STATE Denmark Challenge 2025 presented by RSL statt. Es war die fünfte Auflage dieses Turnieres.

## Sieger und Platzierte
| Disziplin    | Gold                                                | Silber                                       | Bronze                                 |
| ------------ | --------------------------------------------------- | -------------------------------------------- | -------------------------------------- |
| Herreneinzel | Arnaud Merklé                                       | Ting Yen-chen                                | Mads Christophersen                    |
| Herreneinzel | Arnaud Merklé                                       | Ting Yen-chen                                | Keita Makino                           |
| Dameneinzel  | Tanvi Sharma                                        | Ni Kadek Dhinda Amartya Pratiwi              | Mutiara Ayu Puspitasari                |
| Dameneinzel  | Tanvi Sharma                                        | Ni Kadek Dhinda Amartya Pratiwi              | Tasnim Mir                             |
| Herrendoppel | Raymond Indra Nikolaus Joaquin                      | Yuto Noda Shunya Ohta                        | Donovan Willard Wee Jia Hao Howin Wong |
| Herrendoppel | Raymond Indra Nikolaus Joaquin                      | Yuto Noda Shunya Ohta                        | Jeppe Søby Zach Russ                   |
| Damendoppel  | Mikoto Aiso Momoha Niimi                            | Isyana Syahira Meida Rinjani Kwinara Nastine | Margot Lambert Camille Pognante        |
| Damendoppel  | Mikoto Aiso Momoha Niimi                            | Isyana Syahira Meida Rinjani Kwinara Nastine | Kathrine Vang Mette Werge              |
| Mixed        | Zaidan Arrafi Awal Nabawi Jessica Maya Rismawardani | Rasmus Espersen Amalie Cecilie Kudsk         | Raymond Indra Rinjani Kwinara Nastine  |
| Mixed        | Zaidan Arrafi Awal Nabawi Jessica Maya Rismawardani | Rasmus Espersen Amalie Cecilie Kudsk         | Callum Hemming Estelle van Leeuwen     |